# 10162 Issunboushi
10162 Issunboushi (1995 AL) là một tiểu hành tinh vành đai chính được phát hiện ngày 2 tháng 1 năm 1995 bởi T. Niijima và T. Urata ở Ojima.